# Sichhya Shrestha
Sichhya Shrestha (* 9. Januar 1997) ist eine nepalesische Badmintonspielerin. 

## Karriere
Sichhya Shrestha nahm 2013 an den Junioren-Badmintonasienmeisterschaften und an den Asian Youth Games teil. 2014 qualifizierte sie sich für die Asienspiele der Erwachsenen und stand dort mit der Damennationalmannschaft ihres Landes im Achtelfinale.